# デジタルオーディオ
デジタルオーディオ (digital audio) とは、デジタル信号として表現された音である。
録音再生、保存、伝送する過程で、アナログ信号である音声データを数値に変換（標本化・量子化＝アナログ-デジタル変換 ）してデジタルデータとして記録保存し、再生時にデジタル-アナログ変換 (DA変換) してアナログ信号に変換してからスピーカーなどによって音として再生する。これらはデジタルな音響信号処理の一種である。
デジタルオーディオにおいて使用されるデジタル信号変換方式として、パルス符号変調（PCM、マルチビットデジタル）およびΔΣ変調（いわゆる1ビットデジタル）がある。

## 概要
従来のアナログオーディオの再生機器はカートリッジを含むレコードプレーヤーやテープデッキなどがある。各記録媒体（レコード盤や磁気テープなど）における音声保存は連続した信号（レコード盤なら溝の幅や深さ）の強弱であり、電気信号への変換はカートリッジや磁気ヘッドで行うが、その信号は電圧の連続した強弱となり、その能力は信号と雑音の比（S/N比）およびダイナミックレンジにより左右される。但し、再生周波数に関しては機器の作り込み等の品質に左右され、人間の可聴周波数域の最高値約20kHzを遙かに超える場合がある。
デジタルオーディオではデジタル信号で音声情報が記録される。デジタル信号は、元のアナログ信号の信号レベルと信号周波数に応じた情報を有しているものの、その能力は量子化ビット数およびサンプリングレートにより左右される。CDの場合、量子化ビット数は16ビットでダイナミックレンジは96dBとなり、サンプリングレートは44.1kHzと定められ、人間の可聴周波数域の最高値約20kHzまでの記録を賄える。
デジタルオーディオの記録媒体の利点としては、理屈上は繰り返し使用や複製、経年による劣化しないことが挙げられる。アナログ録音を記録するレコードや磁気テープは溝の摩耗や磁気強度の劣化による影響が避けられないが、デジタル信号は０と1の数字の羅列であり、記録を読み取れさえすれば音質に影響はないとされる。

### データ量
デジタルオーディオのデータ量はビットレートとオーディオ長で規定される。最もシンプルには量子化ビット数、サンプリングレート、チャンネル数そしてオーディオ長の積となる。例えばステレオCD形式で74分間あるデジタルオーディオは、
16 [bit] × 44.1k [/s] × 2 × 74*60 [s] ＝ 1,411 [kbps] × 74*60 [s] = 約650 [MB]
で約650メガバイトとなる。ハイレゾオーディオでは量子化ビット数を24ビット以上に、サンプリングレートを96kHz以上としてダイナミックレンジ・周波数帯域を大幅に拡張した結果、CD音源と比べて3倍以上のデータ量になる。
データ量の削減を目的としてデータ圧縮（MP3やOpus (音声圧縮)といった非可逆圧縮、FLAC等の可逆圧縮）がしばしば行われる。音声符号化を参照。

### データ形式
同じデジタルオーディオが様々な機器で効率良く再生できるように音声ファイルフォーマットが存在している。音声符号化も参照。

### 単位
アナログ信号と同様に、音圧はデシベルを用いた表現を単位とすることが多い。
- dBFS  : Full Scale（最大値＝最大ビット）を基準としたdB（デシベル）による相対レベル値。16bit量子化している場合は-xdB ~ 0dBで表現される。
- dBSPL: Sound Pressure Level（20 μPa）を基準としたdB（デシベル）によるレベル値。
  - peak値基準/dBSPL(peak)
  - rms値基準/dBSPL（rms）

### ストレージ技術
特定形状のメディアストレージを有するもの
※メディア形状が規格で決まっている
- コンパクトディスク（CD）
- デジタルオーディオテープ（DAT）
- ミニディスク（MD）
- デジタルコンパクトカセット（DCC）
- DVDオーディオ
- スーパーオーディオCD（SACD）

様々な音声ファイルフォーマットに対応するもの
- ハードディスク・レコーダー （内蔵HDD、SSDも使用可）
- ICレコーダー （リニアPCMレコーダーやDSDレコーダーを含む。内蔵不揮発メモリ、CF・SDカードなど）
- デジタルオーディオプレーヤー （内蔵不揮発メモリ、SDカードなど）
- PCオーディオ （PC内蔵HDD・SSD、外付けHDD、NAS、CD、メモリーカードなど様々な記憶媒体使用可）
- ネットワークオーディオ （内蔵HDD、外付けHDD、NASなど様々な記憶媒体使用可）
- スマートフォン、タブレットなど （内蔵不揮発メモリ、SDカードなど）

## 歴史
業務用のデジタル録音機器は1970年代に登場した（PCMプロセッサーの項を参照）。記録媒体はNTSC規格準拠のビデオデッキ（VTR）が流用された。NTSCビデオ信号の1水平ラスタ内にオーディオ信号6サンプル（3サンプル×ステレオ2チャンネル）を記録し、Uマチックやベータマックスのようなヘリカルスキャン方式のVTRがヘッド切替えに要する垂直ブランキング期間を使わないようにして、1秒間に記録できるサンプル数は
- 30(NTSCフレームレート)×525(フレーム当たり水平ラスタ数)×3(ラスタ当たり片チャネルサンプル数)×14/15(垂直ブランキング)=44,100

となり、サンプリングレートは44.1kHzと決定された（実際にはNTSCのカラーフレームレートは30×1000/1001なので正確なサンプリングレートは44.056kHz）。日本コロムビアの開発した業務用4ヘッド・バーティカルスキャン方式VTRを使ったシステムは、ヘッドの切替えが水平ブランキングと同期できるので上記計算の「14/15」の部分がなく、サンプリングレートは47.25kHzであった。
なおNHKはFM全国放送の中継としてサンプリングレート32kHzを以前から使用しており、また記録媒体の進歩によりVTRから脱却しNTSCのフレーム・ラスタレートなどに執着する必要が無くなったので、のちのDAT、DVD、衛星放送などではもう少しオーディオ信号帯域の広い48kHzのサンプリングレートが多く使われ、「ハイレゾ」では96kHzや192kHzも使われるが、犬に聴かせるには意味があっても、15～20kHzと言われる人間の可聴帯域にはオーバースペックかもしれない。これらの異なるサンプリングレート間の変換は、データにデジタルフィルタリング演算を施すことにより実現できる。
量子化ビット数は、当時すでに電話回線などでμ折れ線（8bit、8kHz）などの非直線圧縮が使われていたが、当時の技術の実用限界だった16ビット直線量子化（1/65,536分解能、96dB）が一切の圧縮なしで採用された。
民生用のデジタルオーディオ再生機器は、1982年にコンパクトディスク（CD）として初めて登場し、メディアとプレーヤーが発売開始された。
1987年以降、民生用のデジタル録音機器としてDATやMD、DCC、CD-R/RWなどが登場した。
1990年代以降、パーソナルコンピュータ（PC）の普及に伴ってPCそのもの（内蔵・付属のHDDやCD-R）に音楽データを記録保存して再生することも行われるようになった。（PCオーディオの項も参照）ただし、当時はHDD等のPC関連の記録保存媒体の容量がリニアPCMデータをそのまま保存するほどには大きくはなかったため、MP3などの非可逆圧縮フォーマットによる記録保存が主流となった。また、圧縮音声フォーマットも各団体・企業のマーケティング上の思惑もあって、AACやWMA、ATRACなど様々なフォーマットが乱立し、A社の製品では再生できてもB社の製品では再生できないといった問題も発生した。
1999年にはSuper Audio CD（SACD）およびDVD-Audioが規格化され、民生用デジタルオーディオもハイレゾ化されていった。
2000年代以降、iPodなどの携帯用デジタルオーディオプレーヤーが普及し、2010年代に普及しだしたスマートフォンがその機能を担うようになり、低価格帯のものはコモディティ化していった。一方で売価10万円を超えるような高価格帯のハイレゾ対応品も多く登場した。
デジタルデータをパケットに分割した上で、インターネットへ流し、エンドユーザー側の記憶装置等にバッファリングを行い、音響再生する技術は発展しており、インターネット・ブラウザーに標準搭載されるアプリケーション・インターフェースでほぼ再生は可能になっている。音響だけではなく、映像やコンテンツも末端へ描写やアクションをかけたりすることができている。

## 参考資料・参考リンク
- デジタルオーディオの基礎から応用（1）：デジタルオーディオで押さえるべき基本 ～その特徴を再確認しよう～（2012年4月23日 ITmedia）
- オーディオ入門 ( Audio Seminar ) デジタルとアナログ - ＠ジャズ
- 連載：IT因縁話「ビデオ信号が決めたCDのスペック(1)～PCMという記録方式～」 - APPREVIEW（2014年3月17日 寺島情報企画）